# クヴァールフィヨルズル
クヴァールフィヨルズル、ハヴァルフィヨルド（アイスランド語: Hvalfjörður, 「鯨の峡湾」の意）は、アイスランド西部にあるフィヨルドである。モスフェルスベアーとアクラネースの間に位置する。長さ約30km、幅5km。
クヴァールフィヨルズルの名は同地で多くの鯨を捕獲することができたことによる。1980年代までアイスランド最大規模の捕鯨基地の一つがこのフィヨルド内に存在した。また過去にはニシン漁も盛んであった。
第二次世界大戦の間、クヴァールフィヨルズルにはイギリス海軍およびアメリカ海軍の基地が存在した。アメリカ海軍が建設した埠頭の一つは後にハヴァル捕鯨会社が使用した。同社はその埠頭を商業捕鯨が中止される1980年代まで使用した。
1990年代後半まで同フィヨルドを自動車で訪れる場合、レイキャヴィークからボルガルネースまで国道1号線を反対回りに62kmの長い回り道で行かなければならなかった。1998年にクヴァールフィヨルズル・トンネルが完成し、行程を短縮することができるようになった。トンネルは全長約5,762mであり、これを使用した場合およそ1時間で到着できる。トンネルは海面下165mを通過する。

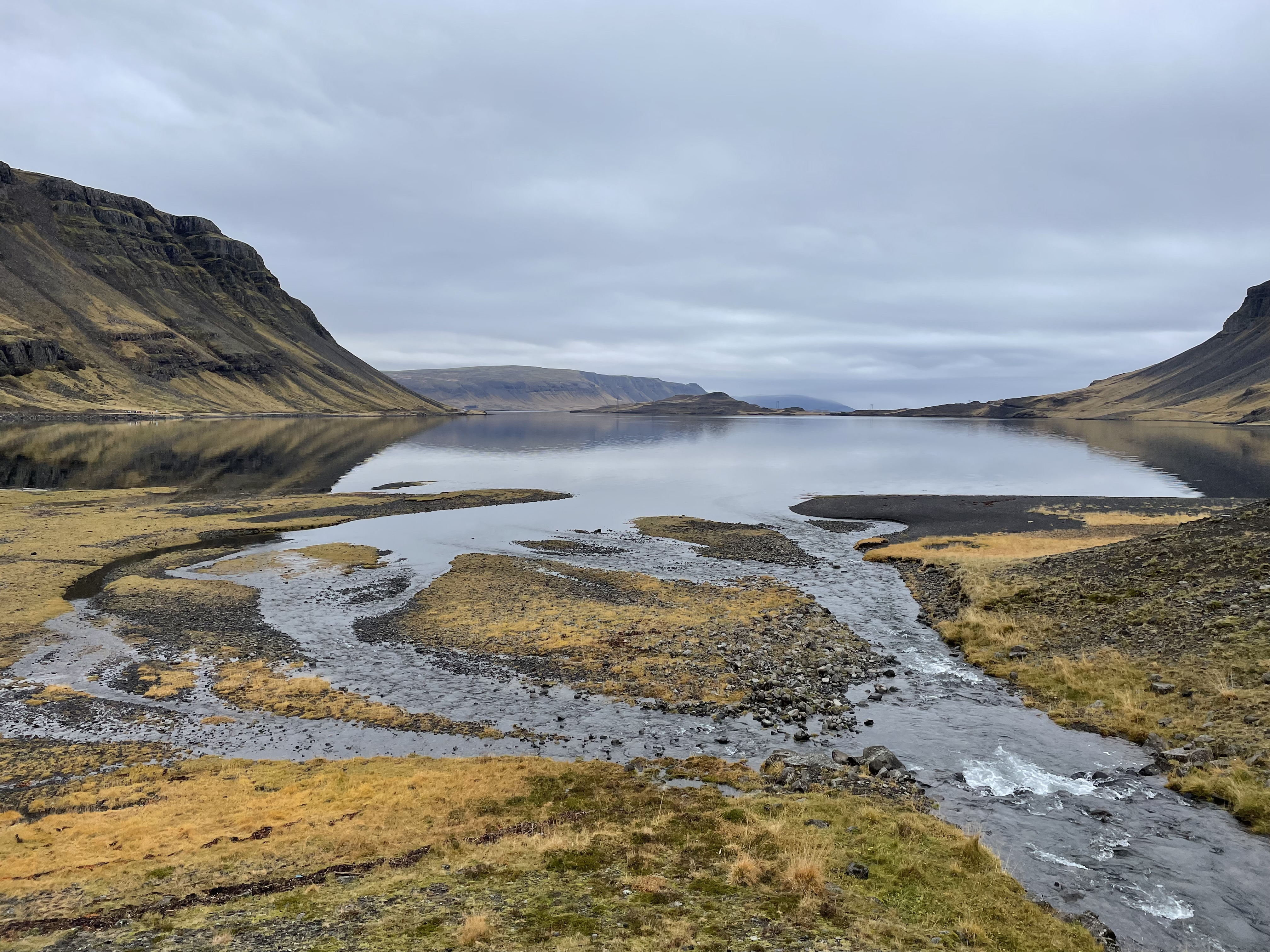
Botnsvogur (bay) at the head of the Hvalfjörður
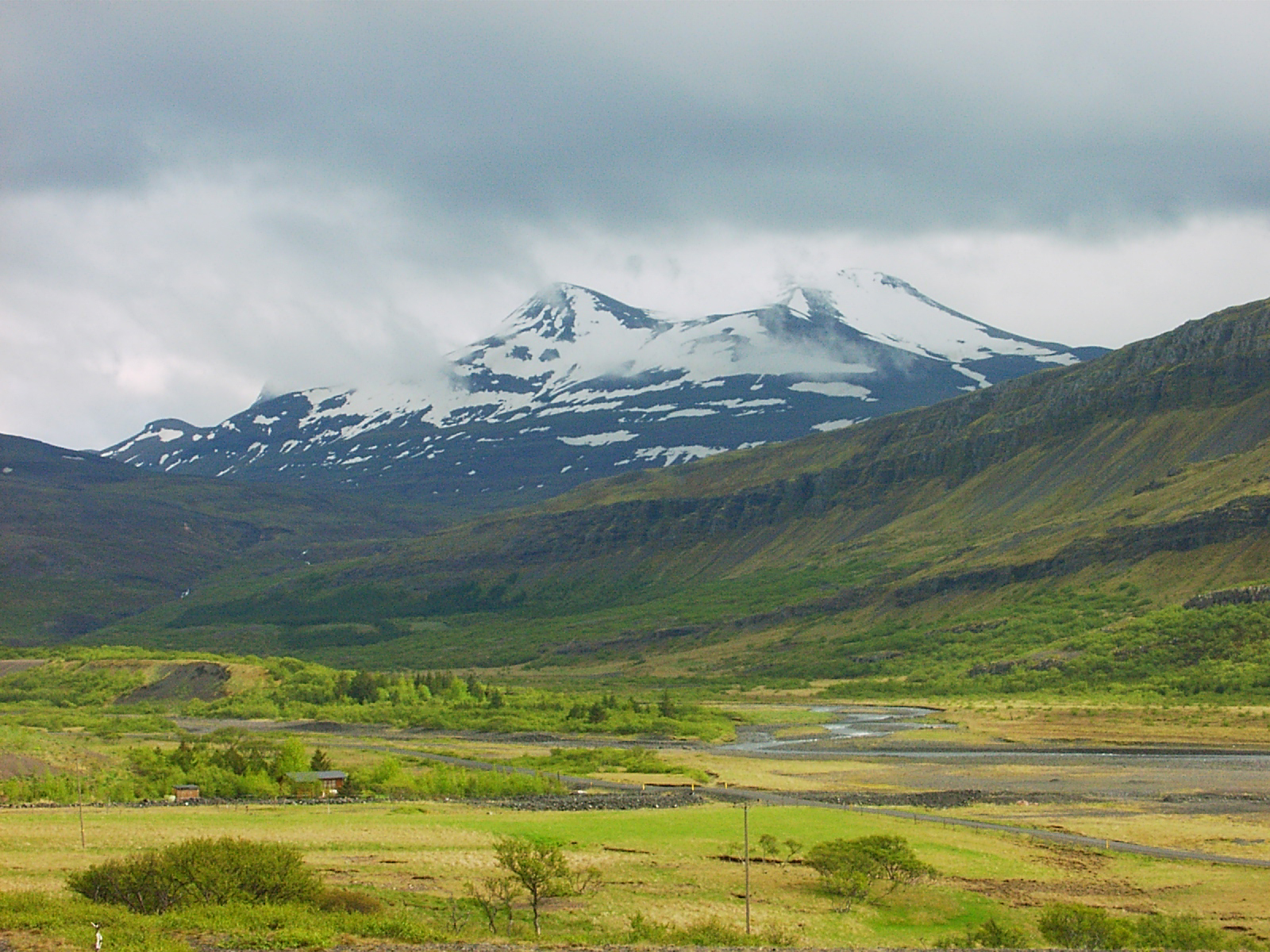
View into the Botnsdalur from the Hvalfjörður
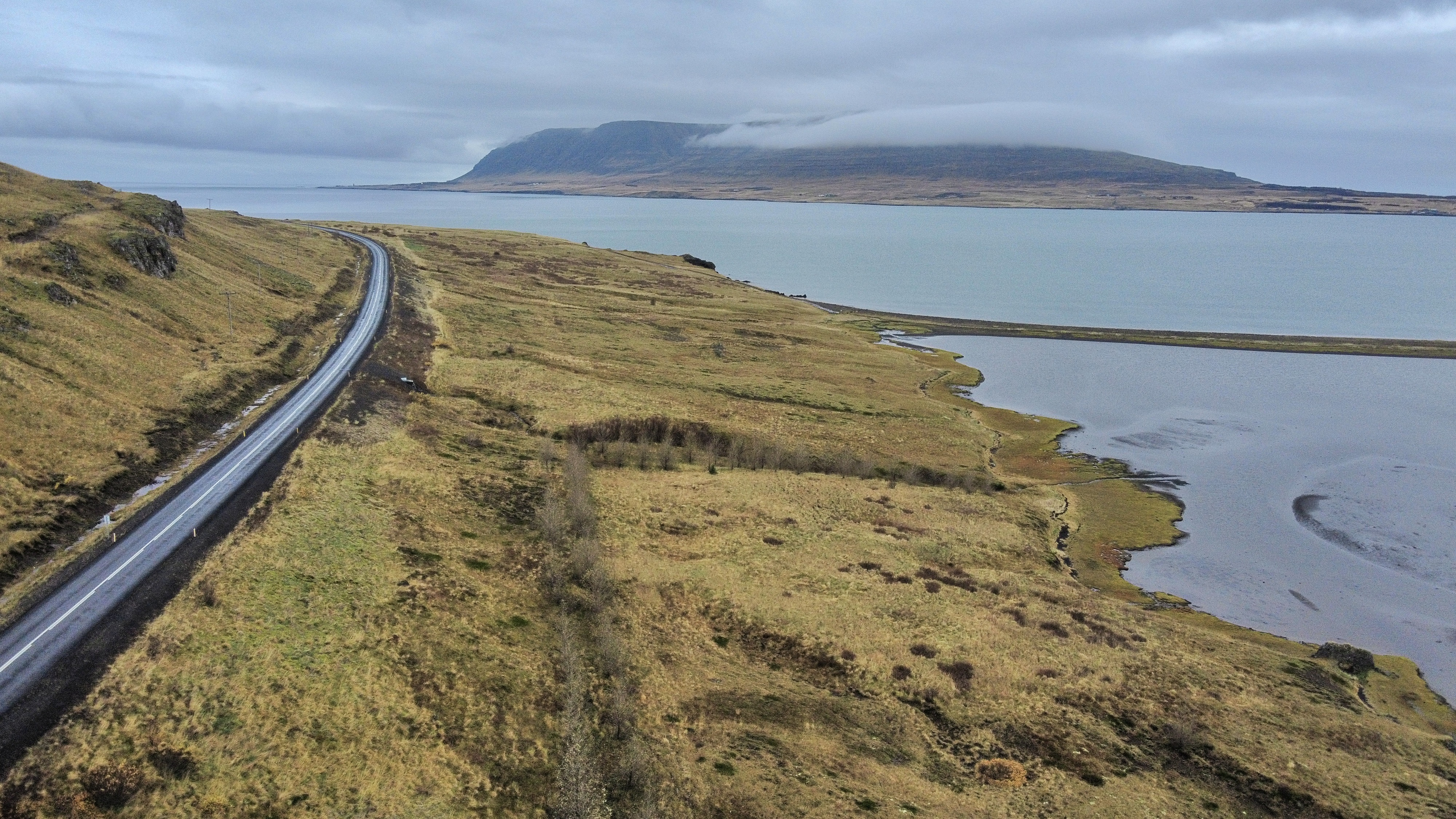
Road No.47 (the former ringroad) on the southern shore of Hvalfjörður
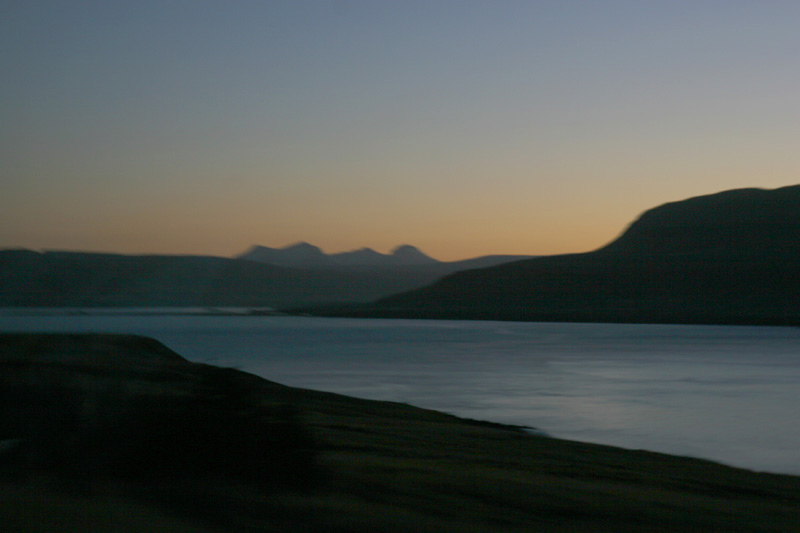
クヴァールフィヨルズルから南東を望む、2007年11月